# Mariandyner
Die Mariandyner oder Mariandynoi (altgriechisch Μαριανδυνοί, Μαριανδηνοί oder Μαρυανδυνοί) Sie waren ursprünglich ein thrakisches Volk an der Schwarzmeerküste Bithyniens, siedelten sie zwischen Bithynien und Paphlagonien in einem Mariandynia genannten Land, das im Westen von der Wasserscheide zwischen Sangarios und Hypios, im Osten vom Unterlauf des Billaios und Paphlagonien, im Süden von Abant und Köroglu Daglari begrenzt wird. Ihre Küste bildete den sinus Mariandynus, den Mariandynischen Golf. Strabon zählt sie zu den Bithyniern oder den Paphlagoniern, während Herodot sie von Bithyniern und dem thrakischen Stamm der Thynen trennt und ihre Bewaffnung paphlagonisch nennt.
Das Gebiet war mehrfach mit der Heraklessage verbunden. So stand er im Rahmen der Argonautensage den Mariandynern gegen die Bebryker bei – Kämpfe, auf die der mariandynische Threnos zurückgeführt wurde. Der mariandynische König Daskylos oder dessen Sohn Lykos nahmen den Helden auf, als dieser den Gürtel der Hippolyte suchte. Schließlich war der Eingang zur Unterwelt auf dem Gebiet der Mariandyner zu finden und Herakles stieg dort in die Acherousische Höhle hinab, um den Kerberos zu holen.
Um 560 v. Chr. gründeten Megarer auf dem Gebiet der Mariandyner die Stadt Herakleia Pontike, vertrieben sie in mehreren Kriegen in das Hinterland und überführten sie für einige Zeit in einen den Heloten verglichenen, sklavenähnlichen Status. Nachdem Kroisos sein Reich bis an den Halys ausgedehnt hatte, gehörten die Mariandyner zu den unterworfenen Völkerschaften. Im Perserreich waren sie Teil der dritten, Katpatuka genannten Satrapie und tributpflichtig. Unter der Führung des Gobryas nahmen die Mariandyner 480 v. Chr. am Zug des Xerxes teil.